# Gudrun Kofler

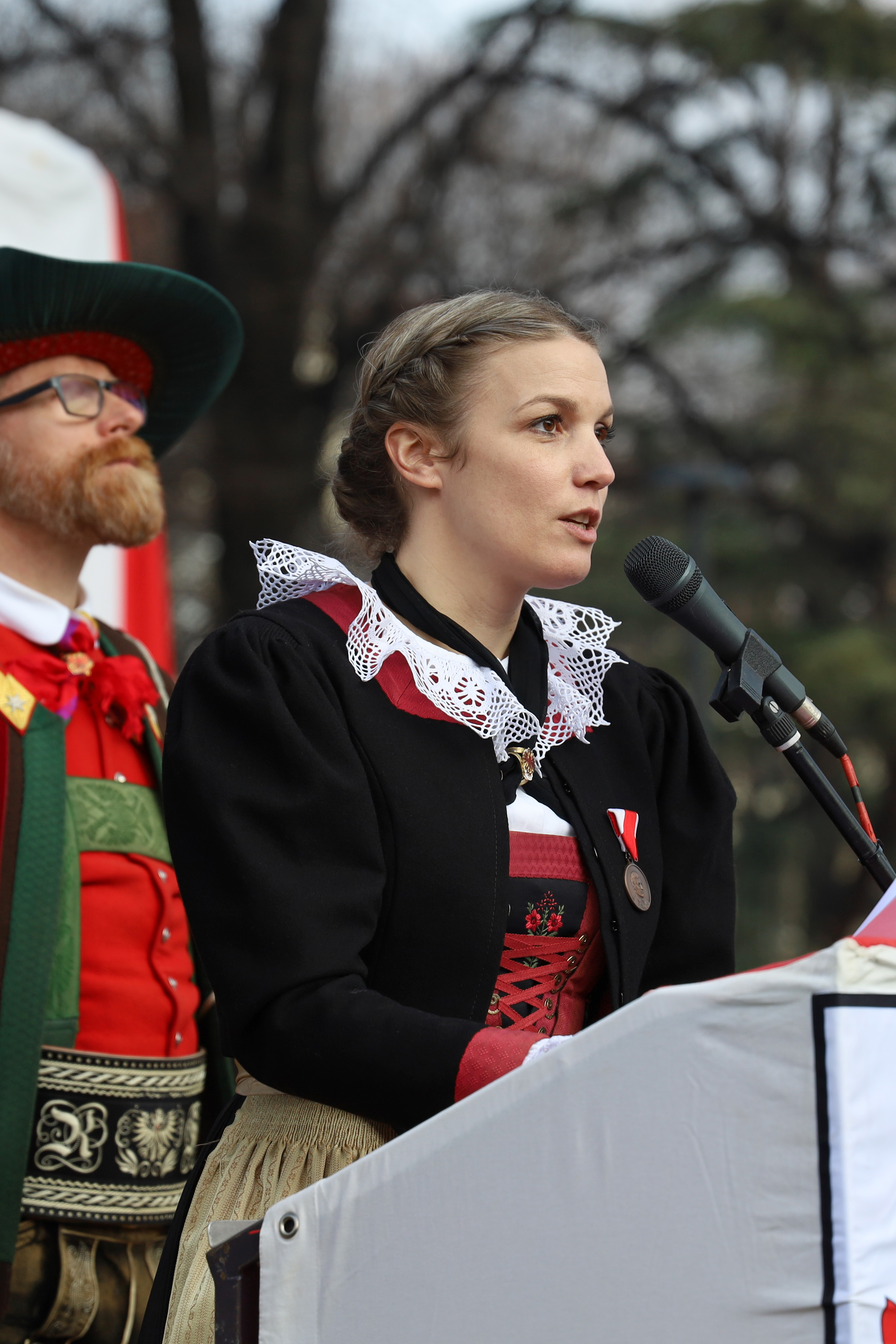
Gudrun Kofler (2023)

Gudrun Kofler (* 31. Juli 1983 in Bozen) ist eine österreichische Politikerin der Freiheitlichen Partei Österreichs (FPÖ). Seit dem 25. Oktober 2022 ist sie Abgeordnete zum Tiroler Landtag.

## Leben

### Ausbildung und Beruf
Gudrun Kofler wuchs in Kurtatsch in Italien auf und absolvierte von 1999 bis 2004 eine Lehre zur Zahntechnikerin in Tramin in Südtirol; die Berufsschule besuchte sie in Baden in Niederösterreich. 2005/2006 besuchte sie die Abendschule der Lehranstalt für Wirtschaft und Tourismus in Bozen. An der Handelsakademie in Innsbruck legte sie 2008 die Berufsreifeprüfung ab. Anschließend begann sie an der Universität Innsbruck ein Studium der Rechtswissenschaften und 2020 ein Germanistikstudium.
Von 2007 bis 2009 arbeitete sie in der Landtagsfraktion der Süd-Tiroler Freiheit. Seit 2019 ist sie im Bürgerservice der FPÖ Tirol und im FPÖ-Landtagsklub tätig.
Kofler ist die Nichte der früheren Südtiroler Landtagsabgeordneten Eva Klotz und Enkelin von Georg Klotz. 2021 erwarb sie die österreichische Staatsbürgerschaft und legte die italienische zurück.

### Politik
Ab 2005 gehörte sie dem Gemeinderat von Kurtatsch an. 2020 wurde sie Landesobfrau des Rings Freiheitlicher Studenten (RFS) Tirol, zu dessen Bundesobfrau sie im März 2022 als Nachfolgerin von Matthias Kornek gewählt wurde. Im Juni 2024 folgte ihr Wolfgang Gaiswinkler als Bundesobmann des RFS nach.
Im Mai 2022 wurde sie zur Ortsparteiobfrau der FPÖ-Silz-Haiming gewählt. Am 25. Oktober 2022 wurde sie in der konstituierenden Landtagssitzung der XVIII. Gesetzgebungsperiode als Abgeordnete zum Tiroler Landtag angelobt, wo sie Mitglied im Ausschuss für Soziales, Frauen, Integration und Inklusion sowie Gesundheit und Pflege, im Ausschuss für Bildung, Kinderbetreuung, Kunst und Kultur sowie Wissenschaft und Forschung	sowie im Ausschuss für Föderalismus, Europäische Integration und Europaregion Tirol wurde.